# Aulacopilum abbreviatum
Aulacopilum abbreviatum är en bladmossart som beskrevs av Mitten 1873. Aulacopilum abbreviatum ingår i släktet Aulacopilum och familjen Erpodiaceae. Inga underarter finns listade i Catalogue of Life.